# Amasha
Amasha är ett släkte av insekter. Amasha ingår i familjen Flatidae.
Kladogram enligt Catalogue of Life:
| Amasha | \| \| Amasha abrupta \| \| \| \| \| \| Amasha decepta \| \| \| \| \| \| Amasha inepta \| \| \| \| |
|        | \| \| Amasha abrupta \| \| \| \| \| \| Amasha decepta \| \| \| \| \| \| Amasha inepta \| \| \| \| |
|        | Amasha abrupta                                                                                    |
|        |                                                                                                   |
|        | Amasha decepta                                                                                    |
|        |                                                                                                   |
|        | Amasha inepta                                                                                     |
|        |                                                                                                   |